# Helvim
Helvim est un voilier monocoque de 60 pieds, gréé en yawl et destinée à la course au large. Mis à l'eau en juin 1991, il est skippé par Jean-Luc Van Den Heede jusqu'en 1995, qui obtient comme meilleur résultat, une deuxième place lors du Vendée Globe 1992-1993. À partir de 1996, il est rebaptisé Whirpool-Europe 2. Avec Catherine Chabaud à son bord, le bateau se classe sixième du Vendée Globe 1996-1997 et voit ainsi la première femme terminer le Vendée Globe.
Après une Transat anglaise sous le nom Atlantica-Charente Maritime avec Karen Leibovici (neuvième), il participe à son dernier Vendée Globe à l'occasion de l'édition 2004-2005 sous le nom Benefic, où il est skippé par Karen Leibovici qui termine la course treizième. Après avoir été revendu puis laissé à l'abandon, il est rénové en 2017 par Jean-Marie Patier, qui le mène à la 4e place de la Route du Rhum 2018 dans la catégorie Rhum Mono sous le nom Le Cigare Rouge. Il refait la Route du Rhum 2022 sous le nom de Formatives ESI Business School pour Ocean As Common aux mains de Catherine Chabaud.

## Aspects techniques
Dessiné par Philippe Harlé et Alain Mortain, il est construit par le chantier CDK. Il mesure 3,76 m de large, et 60 pieds de long, et est gréé en yawl.
Ses mats à l'origine ont été construits chez Antibes-mat en carbone par enroulement filamentaire.

## Histoire en course
Helvim est mis à l'eau en juin 1991. Il est skippé par Jean-Luc Van Den Heede lors de la course La Baule-Dakar où le bateau démâte des deux mâts. Lors du Vendée Globe 1992-1993, Jean-Luc Van Den Heede est contraint de rentrer au port des Sables-d'Olonne en raison d'un problème avec le mât. Il repart et termine finalement deuxième de la course avec un bord extrêmement endommagé par délaminage,. Van Den Heede se classe deuxième du BOC Challenge 1994-1995 à ses commandes. Accablé par des problèmes d’électronique handicapant le pilote automatique, Van Den Heede s'endort et se réveille alors que le voilier s'échoue sur une plage en Australie à 60 milles marin de l'arrivée. Néanmoins, le Français parvient à repartir pour franchir la ligne d'arrivée.
À son bord, lors du Vendée Globe 1996-1997, Catherine Chabaud devient la première femme à terminer la course,. En 1998, Jean-Luc Van Den Heede est de nouveau skipper du bateau et participe à la Route du Rhum ; il termine la course à la deuxième place des monocoques.
Après le Vendée Globe 2004-2005, qui voit Karen Leibovici se classer treizième à son bord, le bateau est revendu puis laissé à l'abandon.
En 2017, le bateau est racheté aux enchères puis entièrement rénové durant un an-et-demi à Caen par Jean-Marie Patier,,. Il s'exprime : « Tout était à refaire, le bateau avait été pillé et il partait à la casse. Mis à part la coque, les deux mâts et le pont, il ne restait plus rien. Pour mener à bien le projet de restauration, il fallait beaucoup de volonté et un peu de chance, sans compter l'intervention déterminante et la disponibilité du cabinet Lombard dans le refit du bateau ». L'accastillage et l’électronique sont refaits, de nouvelles voiles sont ajoutées et le bateau est allégé avec notamment pour objectif d'abaisser son centre de gravité. L'une des quilles de Foncia est notamment installée. Jean-Marie Patier renomme le bateau Le Cigare Rouge et l'inscrit à la Route du Rhum 2018 dans la catégorie Rhum Mono,,. Sa compagne Catherine Chabaud le skippe ensuite lors  de la Route du Rhum 2022 sous le nom de Formatives ESI Business School pour Ocean As Common.

## Palmarès
| Classement | Course                                 | Nom                                                 | Skipper                |
| ---------- | -------------------------------------- | --------------------------------------------------- | ---------------------- |
| 2e         | Vendée Globe 1992-1993                 | Groupe Sofap-Helvim                                 | Jean-Luc Van Den Heede |
| 4e         | Transat Jacques-Vabre 1993             | Citadines                                           | Jean-Luc Van Den Heede |
| 7e         | Transat anglaise 1996                  | Elan Sifo                                           | Alan Wynne-Thomas      |
| 6e         | Vendée Globe 1996-1997                 | Whirlpool - Europe 2                                | Catherine Chabaud      |
| 2e         | Route du Rhum 1998                     | Algimouss                                           | Jean-Luc Van Den Heede |
| 10e        | Transat anglaise 2000                  | Nord Pas de Calais                                  | Joé Seeten             |
| 10e        | Vendée Globe 2000-2001                 | Nord Pas de Calais - Chocolats du Monde             | Joé Seeten             |
| 10e        | Route du Rhum 2002                     | Millimages - Gédéon                                 | Patrick Favre          |
| 9e         | Transat anglaise 2004                  | Atlantica - Charente Maritime                       | Karen Leibovici        |
| 13e        | Vendée Globe 2004-2005                 | Benefic                                             | Karen Leibovici        |
| 4e         | Route du Rhum 2018 catégorie Rhum Mono | Le Cigare Rouge                                     | Jean-Marie Patier      |
| 2e         | Route du Rhum 2022 catégorie Rhum Mono | Formatives ESI Business School pour Ocean As Common | Catherine Chabaud      |